# 陳翰英
陳翰英（15世紀—15世紀），字廷獻，字松齋，浙江紹興府諸暨縣人，明朝政治人物。

## 生平
陳翰英年少力學經史，景泰四年（1453年）舉癸酉科浙江鄉試第五名（經魁），成化八年（1472年）授南雄同知，勤政恤民、少用刑罰，以教化己任，次年（1473年）秋天流寇江太師攻打始興，危及保昌，他率領民眾據險搗破其陰謀，俘殺數百人，餘黨散去，亦因此修城通河、收集兵器守衛，兩廣總督韓雍上奏讚揚他的功勞錄為第一，獲賜金帛。
成化十年（1474年）陳翰英代理南雄知府，節省賦稅、驛傳、夫役令百姓稱快，興辦學校教化府民，餘暇到學宮教育諸生，取錄解元李昕等六人入學，又開闢荒地讓流民數千家安身；始興盤坑有紗帽石為作祟，碰觸石頭者即死，賊人匿藏在旁邊山谷恣意剽掠，他火燒並粉碎怪石，禍患很快平息，十一年（1475年）夏天旱災，他親自齋戒沐浴祈禱，很快大雨降下，同年莊稼豐收，李東陽為他寫下政績記，著有《公餘稿》、《南還稿記遺集》、《湖莊詩草》流傳。

## 家庭
- 長子陳元魁，弘治十一年舉人，五河縣知縣
- 次子陳元功，王府典膳
  - 孫陳袞，監生
    - 曾孫陳鶴鳴，揚州衛經歷
      - 玄孫陳性學，萬曆五年進士
      - 玄孫陳善學，萬曆四十年舉人，廣德州知州[1]

## 引用
1. 1 2 3  宣統《諸暨縣志·卷二十九·人物志 列傳三》：陳翰英，字廷獻，號松齋，景泰癸酉舉人，官南雄府同知，流賊江太師犯境，翰英率民據險設奇，斬獲數百級，馘二百人，餘黨悉散，乃修城浚濠械集以守，都憲韓雍上其功第一；甲午攝知府篆，省賦稅、興學校、闢荒蕪、歸徙民陳安等數千家，試士則得解首李昕等六人，士心民情翕然嚮化。郡境興盤阬有紗帽石為災，翰英火之立碎怪遂息，李西涯東陽為之撰政績記，著有《公餘稿》、《南還稿記遺集》、《湖莊詩草》行世。子元魁，字應文，號南岡，宏治戊午舉人，官五河縣知縣……弟元功，字應武，號柏軒……元功孫鶴鳴，字子聲，號聞野，官揚州經歷……子性學方官御史……善學，字淵止，號豫菴，萬厯壬子舉人，官五河縣知縣……最聞遷廣德州知州……
2. ↑  道光《直隸南雄州志·卷六·名宦志》：陳翰英，字廷獻，諸暨人，少力學經史百家，靡不閱覽，以三禮魁浙江；成化八年同知府事，勤政恤民、罕事刑罰，惟德化為務，癸巳秋廣右流賊江太師攻始興，延及保昌，郡中騷動，翰英畫策破之，俘獲數百人，民賴安堵，都御史韓雍高其能勞，以金帛錄功第一。甲午攝郡，驛傳夫役一切節省之，百姓稱快，形之歌頌，每以學校為風化首，政暇詣學宮課諸生，勸勉備至，多所成就；始興盤坑有紗帽石為祟，觸之即死，賊匿旁谷恣其剽掠，翰英烈火焚之，患尋息，乙未夏旱，百姓嗷嗷，躬齋沐往禱雨如注，歲大稔尤善撫綏，始興流民聞風復業者三百餘戶，在事三年善政不可勝紀。